# Megophrys latidactyla
Espèce
Megophrys latidactyla est une espèce d'amphibiens de la famille des Megophryidae.

## Répartition
Cette espèce est endémique de la province de Nghệ An au Viêt Nam. Elle se rencontre dans le parc national de Pu Mat vers 800 m d'altitude.

## Publication originale
- Orlov, Poyarkov & Nguyen, 2015 : Taxonomic notes on Megophrys frogs (Megophryidae: Anura) of Vietnam, with description of a new species. Russian Journal of Herpetology, vol. 22, no 3, p. 206–218.